# Gonzalo Plata
Gonzalo Jordy Plata Jiménez (* 1. November 2000 in Guayaquil) ist ein ecuadorianischer Fußballspieler, der seit Juli 2023 beim al-Sadd Sports Club in Katar spielt. Der Flügelspieler ist außerdem seit September 2019 ecuadorianischer Nationalspieler.

## Karriere

### Verein
Der in Guayaquil geborene Gonzalo Plata spielte in der Jugendabteilung des CSCD Fedeguayas und der LDU Quito, bevor er sich im Sommer 2011 dem Nachwuchs vom Independiente del Valle anschloss. Im Spieljahr 2018 wurde er in die erste Mannschaft des Erstligisten befördert. Am 6. August 2018 (3. Spieltag der Segunda Etapa) bestritt er bei der 0:2-Auswärtsniederlage gegen den Barcelona SC sein Ligadebüt, als er in der 72. Spielminute für Efrén Mera eingewechselt wurde. In der Folge etablierte er sich als Stammspieler am linken Flügel. Am 10. November (18. Spieltag der Segunda Etapa) traf er beim 3:1-Heimsieg gegen den Delfín SC erstmals im Trikot der Negriazul. In dieser Saison absolvierte er 13 Ligaspiele, in denen ihm ein Torerfolg gelang.
Am 31. Januar 2019 wechselte Plata zum portugiesischen Erstligisten Sporting Lissabon, wo er einen 5-1/2-Jahres-Vertrag unterzeichnete und mit einer Ausstiegsklausel in Höhe von 60 Millionen Euro ausgestattet wurde. Dort wurde er vorerst der U23 zugewiesen und erst zur Saison 2019/20 in die erste Mannschaft befördert. Sein Ligadebüt gab er am 31. August 2019 (4. Spieltag) bei der 2:3-Heimniederlage gegen den Rio Ave FC, als er in der Schlussphase für Marcos Acuña eingetauscht wurde. Nachdem er bis zum Jahreswechsel kaum berücksichtigt worden war, gelang ihm in der Rückrunde der Sprung in die Rotation von Cheftrainer Jorge Silas. Am 23. Februar 2020 (22. Spieltag) erzielte er beim 2:0-Heimsieg gegen Boavista Porto sein erstes Ligator und bereitete den zweiten Treffer von Andraž Šporar vor. In der Saison 2020/21 konnte Plata mit Sporting die Meisterschaft und den Taça da Liga gewinnen. 
Im Sommer 2021 verließ er Portugal zunächst für ein Jahr auf Leihbasis und schloss sich dem spanischen Zweitligisten Real Valladolid an. Nachdem er mit den Spaniern die Vizemeisterschaft erringen konnte und somit aufstieg, wechselte er fest nach Valladolid.
Ende Juli 2023 wechselte er nach Katar zum al-Sadd Sports Club.

### Nationalmannschaft
Seit November 2018 spielt Gonzalo Plata für die ecuadorianische U20-Nationalmannschaft. Mit dieser Auswahl nahm er im Frühjahr 2019 an der U20-Südamerikameisterschaft in Chile teil. Beim Turnier galt er als absolute Stammkraft und steuerte zum überraschenden Titelgewinn drei Vorlagen bei, welche er in neun Spielen sammeln konnte. Anschließend spielte er auch bei der U20-Weltmeisterschaft 2019 in Polen eine wichtige Rolle und erreichte mit der Mannschaft den dritten Platz. Dabei bestritt er alle sieben Spiele über die volle Spieldistanz, in denen ihm zwei Torerfolge gelangen.
Nach seinen beeindruckenden Leistungen für die U20, debütierte Plata am 6. September 2019 beim 1:0-Testspielsieg gegen Peru für die A-Nationalmannschaft. Fünf Tage später erzielte er beim 3:0-Sieg gegen Bolivien sein erstes Länderspieltor.
Mit dem A-Kader nahm Plata an der Copa América 2021 teil, bei welcher er vier Einsätze bestritt (ein Tor).

## Erfolge
Ecuador U20
- U20-Südamerikameister: 2019
- U20-Weltmeisterschaft: 2019 Dritter Platz

Sporting Lissabon
- Primeira Liga: 2020/21
- Taça da Liga: 2020/21

Flamengo
- Copa do Brasil: 2024
- Supercopa do Brasil: 2025